# Aleksandr Çertoqanov
Aleksandr Yury oğlu Çertoqanov (ukr. Олександр Юрійович Чертоганов, Ołeksandr Jurijowicz Czertoganow, ros. Александр Юрьевич Чертоганов, Aleksandr Jurjewicz Czertoganow; ur. 8 lutego 1980 w Dniepropetrowsku) – azerski piłkarz ukraińskiego pochodzenia występujący na pozycji pomocnika, reprezentant Azerbejdżanu w latach 2006–2013.

## Kariera klubowa
Pierwszym profesjonalnym klubem w karierze był Torpedo Zaporoże, w barwach którego rozegrał jeden mecz w Pucharze Ukrainy. W 2000 został piłkarzem MFK Mikołajów. Na początku 2004 przeszedł do Spartaka Iwano-Frankowsk, a latem 2004 roku wyjechał do Azerbejdżanu, gdzie występował w klubach Neftçi PFK, Simurq Zaqatala, İnter Baku, Qəbələ FK i Sumqayıt FK.

## Kariera reprezentacyjna
W 2003 roku występował w studenckiej reprezentacji Ukrainy. 2 września 2006 po zmianie obywatelstwa zadebiutował w reprezentacji Azerbejdżanu w przegranym 0:1 meczu z Serbią.

## Życie prywatne
Urodził się w 1980 roku w Dniepropetrowsku jako syn Rosjan Jurija i Nadieżdy Czertoganowów Ma brata Siergieja. W 2005 roku przyjął obywatelstwo azerskie, zachowując przy tym paszport ukraiński.

## Sukcesy
Bakı FK
- Puchar Azerbejdżanu: 2004/05

Neftçi PFK
- Puchar Mistrzów WNP: 2006